# Alfred Pönisch
Alfred Karl Emil Pönisch (* 11. Mai 1902 in Straßburg im Elsaß; † 17. Mai 1981 in Mühlheim am Main) war ein deutscher Verwaltungsjurist und Landrat.

## Leben
Alfred Pönisch, Sohn eines Eisenbahninspektors, besuchte das Friedrich-Wilhelm-Gymnasium Trier und legte 1923 am Goethe-Gymnasium Frankfurt am Main sein Abitur ab. Im Frühjahr und Herbst 1924 durchlief er eine militärische Ausbildung bei der Schwarzen Reichswehr, einer illegalen paramilitärische Formation, in Gießen und Hannover. Ab 1923 studierte er Rechtswissenschaften in Frankfurt/Main. Am 14. August 1935 wurde er in Marburg zum Dr. iur. promoviert.
Im Juli 1929 wurde er als Gerichtsreferendar am OLG Frankfurt/Main tätig. Am 31. Mai 1932 erfolgte die Ernennung zum Gerichtsassessor. Im Sept. 1932 ließ er sich als Rechtsanwalt in Windecken im Landkreis Hanau nieder, wurde aber zum 1. Oktober 1933 mit der kommissarischen Verwaltung des Landratsamtes in Biedenkopf beauftragt. Am 5. April 1934 erfolgte die Ernennung zum Landrat des Kreises Biedenkopf. Nach Auseinandersetzungen mit der NSDAP-Kreisleitung in Biedenkopf wurde er am 8. April 1937 in den einstweiligen Ruhestand versetzt. Im Juni 1937 wurde Pönisch Justitiar bei der Bezirksregierung Breslau. Am 28. November 1938 wurde er mit der stellvertretenden Verwaltung des LRA Wittgenstein beauftragt, sein Dienstantritt am 6. Dezember 1938 wurde jedoch vertagt. Dafür wurde er 1939 Landrat in Kreis Dux im Sudetenland. Von ca. 1943 bis 1945 war er Landrat im Kreis Friedland.
Alfred Pönisch trat zum 1. April 1930 der NSDAP bei (Mitgliedsnummer 230.741). Er war Rechtsberater der Gauleitung Hessen-Nassau. 1933 wurde er zum „Alten Parteigenosse“ der NSDAP geehrt. Von Juni 1933 bis Januar 1936 war er Mitglied der SA, zuletzt Obertruppführer. Am 31. Juli 1938 wurde er Mitglied der SS (SS-Nummer 310.165) und am 30. Januar 1939 zum SS-Untersturmführer sowie am 20. April 1941 zum SS-Hauptsturmführer befördert. Er war Mitglied der NSKK.